# 완안홍정
완안홍정(完顏洪靖)은 금나라의 왕족이다. 금 장종의 제2황자이다.